# 자스타바 M76
자스타바 M76(영어: Zastava M76)은 자스타바에서 생산하는 분대 저격수용 저격 소총이다. AK-47 소총을 기반으로 크기를 키우고 튼튼하게 만들어졌다. 7.92 x 57 mm 마우저 탄을 사용한다. 파생형 중에는 7.62 x 51 mm NATO, 7.62 x 54 mm R 탄을 사용하는 모델도 있다.
1976년 처음 생산되었으며, 유고슬라비아 전쟁의 각 진영에서 많이 쓰였던 무기였다.
또한, 구조가 매우 간단하여 제조비용이 저렴하다.

## 같이 보기
- 갈릴 소총
- 저격소총 목록